# Словесные названия российского оружия/Н
Словесные названия российского оружия
А
Б
В
Г
Д
Е
Ё
Ж
З
И
К
Л
М
Н
О
П
Р
С
Т
У
Ф
Х
Ц
Ч
Ш
Щ
Э
Ю
Я
- «Набла» — КВ радиостанция специального назначения
- «Наблюдатель» — противолодочный самолёт Бе-12 с ИК аппаратурой
- «Навага» — атомные подводные лодки с баллистическими ракетами (РПКСН) проекта 667А [Yankee-I]
  - «Навага-М» — атомные подводные лодки с баллистическими ракетами (РПКСН) проекта 667АМ
- «Навстар» — вертолёт Ми-8МТД с системой космической связи
- «Нагар» — 40-мм дымовой выстрел ГРД-40 к ГП-25
- «Наглазник» — ночные пассивные очки НПО-2
- «Надежда» — 125-мм БПС 3БМ22(23)
- «Надежда» — КА 17Ф118 («Цикада-КОСПАС»)
- «Надежда» — проект ОКС
- «Надежда» — раскладушка разборная походная
- «Надежность» — подвижный радиовысотомер ПРВ-16 (1РЛ132)
- «Надфиль» — 125-мм БПС 3БМ29(30)
- «Накат» — малый ракетный корабль проекта 1234.7 [Nanushka-V]
- «Накат» — корабельная станция обнаружения работающих РЛС МРП-10
- «Накат» — авиационная система управления ракетным оружием
- «Накидка» — комплект для защиты от разведки и высокоточного оружия (маск. покрытие)
- «Накладчик» — модем Р-021
- «Наклон» — подвижный радиовысотомер ПРВ-9 (1РЛ19)
- «Налим» — атомные подводные лодки с баллистическими ракетами (РПКСН) проекта 667АУ [Yankee-I]
- «Налим» — авиационный прицел для высотного торпедометания
- «Намётка» — устройство выверки стрелкового оружия с оптическими прицелами УВ-1 (1П61)
- «Напалм» — корабельная приводная СВ радиостанция Р-637
- «Напев» — спектроанализирующая аппаратура УПА (для ПЛ)
- «Напряжение» — программно-коммутирующее устройство 9ЕИ-3570 (для авиационной бомбовой кассеты РБК 500У ОФАБ-50УД)
- «Нард» — подвижный разведывательный пункт ПРП-4
- «Нарцисс» — авиационная система единой индикации
- «Нарцисс» — генератор опорной частоты (для приёмников и возбудителей передатчиков)
- «Нарцисс» — селективный металлодетектор
- «Наряд» — малогабаритный навигационный комплект
- «Наряд» — спутник-перехватчик ИС-МУ (14Ф10)
- «Насадка» — надствольная мортирка для карабина КС-23
  - «Насадка-6» — 36-мм мортирка для отстрела газовых гранат «Черёмуха-6»
  - «Насадка-12» — 82-мм мортирка для отстрела газовых гранат «Черёмуха-12»
- «Наташа» — тактическая атомная авиабомба 8У49
- «Натиск» — комплекс оперативно-тактической радиоразведки Р-381Н1
- «Натурщик» — авиационный разведывательный комплекс
- «Наука» — наземная приёмно-передающая станция спутниковой связи
- «Наука» — автономный спутник
- «Нахимовец» — многоцелевой катер проекта 286
- «Находка» — авиационная ПРЛР Х-28 (Д8) [AS-9 Kyle]
- «Наяда» — корабельная навигационная РЛС МР-212/201-1
- «Наяда» — береговая обзорная РЛС для погранвойск
- «Небо» — РЛС РТВ ПВО 55Ж6
- «Небо» — 82-мм противоградовая РСЗО (12-ствольная)
- «Нева» — ЗРК С-125 [SA-3 Goa]
- «Нева» — командирская машина с РЛС/РЛК ЗСУ-37-2
- «Нева» — корабельный трал ИС
- «Нева» — ТВ искатель мин
- «Нева» — ракета-носитель (проект)
- «Нева» — командирская машина управления (объект 540) (проект)
- «Невидимка» — ночной стрелковый прицел унифицированный НСПУМ-1 (1ПН68)
- «Нежность» — наручники конвойные
- «Незабудка» — система многоканальной записи телефонных разговоров
- «Незабудка» — переговорное устройство для спецавтомобилей (автозаков)
- «Нейтрон» — проект тяжёлой ракеты-носителя «Энергия-М»
- «Нельма» — атомная глубоководная станция/специальная атомная подводная лодка пр.18510
- «Неман» — радиолокационный комплекс
- «Неман» — командный пункт авиационной базы (7В830)
- «Неман» — танковый прицел-прибор наведения 1К13 для Т-55, Т-62, Т-72
- «Неман» — КА оптико-электронной разведки 11Ф695 («Янтарь-4К2»)
- «Немезида» — разгрузочная система М-3
- «Необитаемость» — опытная 155-мм САУ 2С19М1-155
- «Неон» — авиационная центральная ЭВМ
- «Непрядва» — 45-мм двухствольный противодиверсионный гранатомёт ДП-64
- «Нептун» — корабельная навигационная РЛС
- «Нептун» — корабельная РЛС обнаружения надводных целей
- «Нептун» — экспериментальная тактическая ракета
- «Нептун» — сверхтяжёлый транспортный самолёт-амфибия Бе-2500 (проект)
- «Нептун» — спасательное судно проекта 54
- «Нептун» — корабельный КВ радиопередатчик Р-638
- «Нерей» — сторожевой корабль проекта 11351 (Бдительный) [Krivak-III]
- «Нерей» — сторожевой катер проекта 9507
- «Нерей» — водолазный комплекс
- «Нерка» — подводная лодка с крылатыми ракетами проекта 651Э
- «Нерпа» — командно-трансляционная установка на подводных лодках
- «Нерпа» — 240-мм активно-реактивная кассетная мина для СМ 2С4
- «Нерпа» — тактический жилет
- «Нерчинск» — аппаратура гидрологической разведки ППК самолёта Ту-142МЗ
- «Нетто» — 72,5-мм реактивная противотанковая граната РПГ-22 (6Г18) (ТКБ-0125)
- «Неустрашимый» — эскадренный миноносец проекта 41 [Tallinn]
- «Неясыть» — тепловизионная камера
- «Нива» — комплекс средств автоматизации 46Л6 командного пункта радиотехнической бригады
- «Нива» — РЛС
- «Нивелир» — программа, система по спутников-инспекторов военного назначения
- «Низина» — КП ОРЛР (отд. РЛ рота)
- «Ника» — автоматический космический комплекс
- «Никель» — корабельная запросная станция
- «Никель» — 9-мм револьвер ОЦ-11
- «Нина» — сверхсекретное оружие
- «Ниобий» — радиолокационная станция 55Ж6-УМ
- «Нить» — коллиматорный прицел
- «Нить» — авиационный радиолокатор бокового обзора
- «Нить» — авиационная система инструментальной ледовой разведки, самолёт Ил-24Н
- «Нихром» — корабельная станция опознавания
  - «Нихром-РР» — корабельная аппаратура госопознавания
- «Новик» — пограничный сторожевой корабль проекта 11511
- «Новелла» — авиационная прицельно-поисковая система («Морской змей»)
- «Новелла» — авиационный СДВ радиоприёмник-ретранслятор Р-875
- «Новелла» — Ил-38Н модернизированный для авиации ВМФ России до уровня Ил-38SD
- «Нокаут» — кассетная противотанковая мина ПТМ-3
- «Ноктюрн» — танковый тепловизионный прицел
- «Нона» — 120-мм самоходное орудие
  - «Нона-Д» — научно-исследовательская работа по боевой машине 2С9
  - «Нона-С» — 120-мм дивизионно-полковая авиадесантная самоходная артиллерийско-миномётная установка 2С9
  - «Нона-СВ» — 120-мм дивизионно-полковая авиадесантная самоходная артиллерийско-миномётная установка 2С17-1
  - «Нона-СВК» — 120-мм батальонная колёсная авиадесантная самоходная артиллерийско-миномётная установка 2С23
- «Нора» — лазерный имитатор стрельбы и поражения
- «Норд» — гидрографическое судно проекта 31
- «Норд» — бронежилет для служебной собаки
- «Норден» — бомбардировочный прицел ОПБ-4С
- «Норматив» — перископический наблюдательно-фотографический прибор
- «Норов» — 100-мм самоходная противотанковая пушка 2С15
- «Носитель» — опытный самолёт-ракетоносец Е-155Н
- «Норов» — 100-мм опытная противотанковая САУ 2С15
- «Носорог» — 9-мм револьвер АЕК-906
- «Носорог» — большой десантный корабль проекта 1174 («Иван Рогов»)
- «Ночная фея» — ранцевый вертолёт (на базе «Юла»)
- «Ночной охотник» — боевой вертолёт Ми-28Н [Havoc]
- «Ночь» — комплекс управления техническими средствами охраны
- «Ночь» — тепловизионный прицел для ПТРК «Конкурс»
- «Нурек» — отдельный оптико-электронный узел (комплекс «Окно»)